# Jil Love
Pour les articles homonymes, voir Love et Salabert.
Jordina Salabert, plus connue sous son nom d'artiste Jil Love est une artiste contemporaine féministe née à Tarragone, en Espagne, le 4 mars 1980.
Elle milite, par ses œuvres, en faveur des droits humains, des droits des femmes, de l'environnement, des droits des animaux et des droits LGBT.

## Biographie
Née en Catalogne, elle passe son enfance à Tarragone, puis rejoint Barcelone pour étudier le cinéma.
Elle travaille plus tard à Madrid dans les relations publiques et se fait connaître dans les agences de communication et à la télévision.
Son travail est fondé sur la performance et la résistance passive dans les espaces publics, en utilisant parfois la nudité.
Elle devient célèbre au niveau international en septembre 2012, lors des manifestations près du Congrès espagnol. Jil Love enlève alors ses vêtements, et, nue, commence à prier dans la rue. Les photographies de son action deviennent virales sur Internet et sont reprises dans la presse internationale.
En 2014, elle apparaît pieds et mains liées, avec un sac plastique sur la tête et un panneau «Je suis la Catalogne » devant le Parlement espagnol. La photographie fait partie de la compilation Year in Photos 2014 du Wall Street Journal.
En septembre 2014, elle se couvre de ruban adhésif, telle une momie, en protestation contre la nouvelle loi de sécurité espagnole. Elle se couvre également de faux sang, à la même époque, pour protester contre les corridas.

## Œuvres
- Somos las voces de los inauditos (Nous sommes la voix des inaudibles) décembre 2015[8].